# هونگارتون
هونگارتون (به انگلیسی: Hungarton) یک روستا و محله مدنی در بریتانیا است که در Harborough واقع شده‌است. هونگارتون ۲۶۹ نفر جمعیت دارد.